# Павлов Едуард Євгенович
Едуард Євгенович Па́влов (нар. 11 серпня 1937, Біла Церква — пом. 29 січня 2005, Нью-Йорк) — український живописець; член Спілки радянських художників України з 1970 року.

## Біографія
Народився 11 серпня 1937 року в місті Білій Церкві Київської області (нині Україна). 1960 року закінчив Кишинівське художнє училище, де навчався у Лазаря Дубіновського.
Протягом 1961—1991 років працював художником Одеського художньо-виробничого комбінату. Мешкав в Одесі в будинку на вулиці Карла Лібкнехта, № 46, квартира № 8 та у будинку на вулиці Садовій, № 2. 1998 року емігрував до США. Помер у Нью-Йорку 29 січня 2005 року.

## Творчість
Працював у галузі станкового живопису, автор жанрових картин, пейзажів, портретів, натюрмортів. У відображенні краєвидів тяжів до експресивно-монументальних форм, з 1994 року працював виключно в абстракції. Серед робіт:
- «Зимовий пейзаж» (1963);
- «Жовтень» (1963, Музей сучасного мистецтва Одеси)[1];
- «Одеський пейзаж» (1964);
- «Пейзаж з конями» (1966);
- «Пейзаж з літаком» (1967);
- «Одеський дворик взимку» (1967);
- «Літо» (1967);
- «Натюрморт з динями» (1967);
- «Натюрморт з гантелями» (1968);
- «Портрет художника Льва Межберга» (1968);
- «Південний Буг» (1969);
- «Натюрморт з глечиком» (1969);
- «Портрет жінки» (1969);
- «Портрет батька» (1970);
- «Глід» (1971);
- «Млин» (1971, Музей сучасного мистецтва Одеси)[1];
- «Літак» (1974);
- «Натюрморт» (1980, Музей сучасного мистецтва Одеси)[1];
- «Жінка з глечиком» (1993, Музей сучасного мистецтва Одеси)[1];
- «Композиція» (1997);
- «Апельсини» (1998);

серії
- «Одеса. Пагорби» (1968—1976);
- абстрактних творів (1994—1998).

Брав участь в обласних, республіканських і зарубіжних художніх виставках з 1960 року. Персональна виставка відбулася у 1998 році в Одесі.
Крім згаданого музею, твори художника представлені в музеях Києва та приватних зібраннях України, Франції, Італії, США, Ізраїлю.